# Spoorlijn Koblenz - Perl
De spoorlijn Koblenz - Perl ook wel Moselstrecke genoemd is een Duitse spoorlijn als spoorlijn 3010 onder beheer van DB Netze. Het traject tussen Koblenz en Ehrang was als onderdeel van de Kanonenbahn tussen Berlijn en Metz.

## Geschiedenis
Het traject tussen Koblenz en Perl werd door de Preußische Staatseisenbahnen en de Königliche Eisenbahndirektionen (KED) Wiesbaden tussen 1875 en 1879 gebouwd en op 15 mei 1879 geopend.

## Treindiensten

### Deutsche Bahn
De Deutsche Bahn verzorgt het personenvervoer op dit traject met RE en RB treinen. De Luxemburgse CFL en TER Lorraine verzorgen het personenvervoer op dit traject met RE treinen.
| Serie           | Treinsoort                        | Route | Bijzonderheden                             |
| --------------- | --------------------------------- | --- | ------------------------------------------ |
| RE 1            | Regional-Express (DB Regio Mitte) | Koblenz Hbf – Cochem (Mosel) – Wittlich Hbf – Trier Hbf – Dillingen (Saar) – Saarlouis Hbf – Saarbrücken Hbf – Homburg (Saar) Hbf – Kaiserslautern Hbf – Ludwigshafen (Rhein) Hbf – Mannheim Hbf |                                            |
| RE 5100RE 11    | Regional-Express (CFL)            | Luxemburg – Wasserbillig – Igel – Trier Hbf – Wittlich Hbf – Cochem (Mosel) – Koblenz Hbf |                                            |
| RE 12           | Regional-Express (DB Regio NRW)   | Köln Messe/Deutz – Köln Hbf – Erftstadt – Euskirchen – Nettersheim – Jünkerath – Gerolstein – Bitburg-Erdorf – Trier Hbf | Eifel-Mosel-Express Enkele treinen per dag |
| TER 86400 RE 16 | TER (SNCF)                        | Metz-Ville – Thionville – Perl – Trier Hbf | rijdt alleen in het weekend                |
| RB 22           | Regionalbahn (DB Regio NRW)       | Gerolstein – St Thomas – Bitburg-Erdorf – Speicher – Auw an der Kyll – Kordel – Trier Hbf | rijdt tussen Keulen en Gerolstein als RE22 |
| RB 71           | Regionalbahn (DB Regio Südwest)   | Trier Hbf – Karthaus – Konz – Wiltingen (Saar) – Saarburg (Bz Trier) – Serrig – Saarholzbach – Mettlach – Merzig (Saar) – Beckingen (Saar) – Dillingen (Saar) – Saarlouis Hbf – Ensdorf (Saar) – Bous (Saar) – Völklingen – Luisenthal (Saar) – Saarbrücken Hbf – St Ingbert – Rohrbach (Saar) – Homburg (Saar) Hbf |                                            |
| RB 81           | Regionalbahn (DB Regio Mitte)     | Koblenz Hbf – Winningen (Mosel) – Kobern-Gondorf – Hatzenport – Treis-Karden – Cochem (Mosel) – Edingen-Eller – Bullay DB – Ürzig DB – Wittlich Hbf – Hetzerath – Schweig DB – Ehrang – Trier Hbf |                                            |
| RB 82           | Regionalbahn (DB Regio Mitte)     | Wittlich Hbf – Hetzerath – Schweig DB – Ehrang – Trier Hbf – Karthaus – Wellen (Mosel) – Wincheringen – Nennig – Perl |                                            |
| RB 85           | Regionalbahn (DB Regio Mitte)     | Bullay DB – Traben-Trarbach DB |                                            |
| RB 5150         | Regionalbahn (CFL)                | Luxemburg – Wasserbillig – Trier Hbf | Op werkdagen, enkele treinen per dag.      |

## Aansluitingen
In de volgende plaatsen is of was er een aansluiting op de volgende spoorlijnen:
Koblenz Hauptbahnhof
DB 2630, spoorlijn tussen Keulen en Bingen
DB 3012, spoorlijn tussen Koblenz Moselbrücke W325 en Koblenz Hbf W42
DB 3013, spoorlijn tussen Koblenz Hauptbahnhof W25 en Koblenz Mosel Güterbahnhof
DB 3710, spoorlijn tussen Wetzlar en Koblenz
Koblenz Mosel Güterbahnhof
DB 3011, spoorlijn tussen Neuwied en Koblenz Mosel Güterbahnhof
Bullay
DB 9310 , spoorlijn tussen Trier Nord en Bullay Süd
Pünderich
DB 3112, spoorlijn tussen Pünderich en Traben-Trarbach
Wittlich Hauptbahnhof
DB 3110, spoorlijn tussen Wittlich en Daun
DB 3111, spoorlijn tussen Wittlich en Bernkastel-Kues
Ehrang
DB 2631, spoorlijn tussen Hürth-Kalscheuren en Ehrang
DB 3140, spoorlijn tussen Ehrang en Igel
DB 3141, spoorlijn tussen Ehrang en Biewer
DB 3142, spoorlijn tussen Ehrang en de aansluiting W204
DB 3143, spoorlijn tussen Ehrang en Quint Hütte
DB 3144, spoorlijn tussen Ehrang W2 en Ehrang W10
DB 3145, spoorlijn tussen Ehrang W51 en Ehrang W311
DB 3146, spoorlijn tussen Ehrang W298 en Ehrang W202
DB 3147,  spoorlijn tussen Ehrang W198 en Ehrang W102
DB 3148, spoorlijn tussen Ehrang en Trierer Hafen
Trier Hauptbahnhof
DB 3130, spoorlijn tussen Trier Hauptbahnhof en Trier Nord
DB 3131, spoorlijn tussen Trier en Türkismühle
DB 3132, spoorlijn tussen Moselbrücke Pfalzel W212 en Trier Süd W810
Trier Süd
DB 3132, spoorlijn tussen Moselbrücke Pfalzel W212 en Trier Süd W810
Karthaus
DB 3120, spoorlijn tussen Konz en de aansluiting Karthaus Moselbrücke W163
DB 3122, spoorlijn tussen de aansluiting Karthaus Nordost W190 en de aansluiting Karthaus West W172
DB 3123, spoorlijn tussen de aansluiting Karthaus Moselbrücke W162 en de aansluiting Karthaus Mitte W156
DB 3230, spoorlijn tussen Saarbrücken en Karthaus
aansluiting Granahoehe
DB 3124, spoorlijn tussen Granahoehe en Igel over de Hindenburgbrücke naar DB 3140
Perl
RFN 178 000, spoorlijn tussen Thionville en Apach

## Elektrische tractie
Het traject werd tussen 1973 en 1974 geëlektrificeerd met een wisselspanning van 15.000 volt 16⅔ Hz. Bij de grens in Apach bevindt zich de spanningsluis tussen de Duitse bovenleidingspanning en de Franse bovenleidingspanning 25.000 volt 50 Hz.